# Reep (Einheit)
Das Reep, auch Reif oder Repp genannt, war in Bremen neben Faden ein Brennholzmaß für größere Mengen und Abmessungen. Aufgehoben wurde das Maß durch ein Gesetz vom 17. August 1868 zur Einführung der Metrischen Maße. Es galt mindestens noch bis zur wirklichen Einführung der neuen Maße im Norddeutschen Bund per 1. Januar 1872.
Das Reep hatte eine Länge von 4 ½ Fuß. Der so gehäufte dichte Brennholzstapel wurde mit einer 17 ½ Fuß (17 Fuß) langen Kette vom Händler unter leichter Kettenverlängerung per Hand gespannt. So maß das Bündel, ein Spann, 2,45 Ster (Raummeter) oder 119 Kubikfuß.
Es gab neben 4 ½ Fuß auch Reepholz mit 5 oder 6 Fuß Länge. Im Vergleich waren etwa 1 ½ bis 2 Faden ein Reep.
Der Faden war für kleinere Brennholzverkäufe geeignet. 1 Faden hatte 1,7442 Ster. Sein Volumen hatte die festgelegten Einzelabmessungen mit 6 Fuß Länge und 6 Fuß Breite bei einer Scheitlänge von 2 Fuß. Der Faden hatte 72, aber auch bis 78 Kubikfuß, wenn die Scheitlänge sich änderte.
Der Fuß in Bremen zu 12 Zoll hatte 128,268 Pariser Linien.